# Центр обучения служебных собак Войск охраны пограничья
Центр обучения служебных собак Войск охраны пограничья или Центр обучения служебных собак ВОП (пол. Ośrodek Tresury Psów Służbowych Wojsk Ochrony Pogranicza / Ośrodek Tresury Psów Służbowych WOP), по документам в/ч 1672 (пол. JW 1672) — образовательное учреждение в Польше, занимавшееся подготовкой служебных собак Войск охраны пограничья. Существовал в 1945—1991 годах.

## История

### Образование
В соответствии с пунктом 3 организационного распоряжения № 0245/Org. от 13 сентября 1945 года начальник Департамента Войск охраны пограничья получил распоряжение сформировать Отдельное подразделение по обучению служебных собак ВОП (пол. Zakład Tresury Psów Wojsk Ochrony Pogranicza / ZTPS WOP) без конкретных сроков. Подразделение появилось в том же году, по штату насчитывало 82 солдата.
Организатором подразделения был предыдущий начальник Подразделения по обучению служебных собак Пограничной стражи довоенной Польши в Раве-Русской майор Мариан Юрковский. Вместе с ним работали три бывших руководителя Пограничной стражи: сержант Юзеф Янец (пол. Józef Janiec), взводный Юзеф Сулига (пол. Józef Suliga) и капрал Ян Недзеля (пол. Jan Niedziela). В Русово, где начиналась работа по созданию подразделения, прибыли также квартирмейстер поручик Скочилась (пол. Skoczyłaś) и врач-ветеринар поручик Якуцевич (пол. Jakucewicz).
В первом полугодии 1947 года Подразделение было переведено в Оструду. Оно подчинялось Учебному центру ВОП. По штату мирного времени «P» № 348/11 на 1 октября 1954 года в Подразделении числилось 188 солдат, по штату военного времени «W» № 348/11 — 129 солдат. В 1961 году подразделению присвоен позывной «Грот» (пол. Grot).
В структуру входили командование и подразделения обслуживания, три взвода кинологов-поводырей и отряд племенных сук.

### Последующие преобразования
В соответствии с приказом Министерства общественной безопасности № 015/WW от 10 октября 1951 года в Любачуве на базе отдела подготовки и разведения служебных собак в составе Офицерской школы ВОП создан Отдел подготовки и разведения служебных собак ВОП (пол. Zakład Tresury i Hodowli Psów Służbowych WOP), насчитывавший по штату 156 солдат. В соответствии с приказом Министерства общественной безопасности № 015/WW от 21 декабря 1953 года в Згожельце на базе этого Отдела был образован Отдел обучения служебных собак ВОП (пол. Zakład Tresury Psów Służbowych WOP), получивший номер войсковой части 1672. В соответствии с распоряжением начальника Войск охраны пограничья № 054/Org. от 18 сентября 1971 года подразделение переименовано в Центр обучения служебных собак ВОП (пол. Ośrodek Tresury Psów Służbowych WOP).
Весной 1987 года Центр был переведён в Жарку-над-Нысом.
На основании приказа Главнокомандующего Пограничной стражи № 012 от 7 мая 1991 года о роспуске подразделений Войск охраны пограничья и образовании организационных частей Пограничной стражи 16 мая 1991 года было принято распоряжение окончательно расформировать Центр обучения служебных собак ВОП в Жарке-над-Нысом. На тот момент по штату военного времени «W» в Центре числилось 77 солдат и 2 гражданских, по штату мирного времени «P» — 57 солдат и 2 гражданских. На основе Центра был образован новый Центр обучения служебных собак Пограничной стражи в Жарке-над-Нысом.

## Начальники
- майор Мариан Юрковский[11].}} (6 мая 1946 – 1952)[7]
- майор Антоний Славиньский (1952 – апрель 1955)[7]
- майор Тадеуш Сервиньский
- майор/подполковник Владыслав Сохацкий (до 1973 – 1976)[7]
- майор/подполковник Болеслав Курдзель (1976–1988)[7]
- капитан Мечислав Куля (октябрь 1988 – 15 мая 1991)[7]